# Алиса (великая герцогиня Гессенская)
Али́са Великобрита́нская (англ. Alice of the United Kingdom), также Али́са Са́ксен-Ко́бург-Го́тская (Алиса Мод Мария) (англ. Alice of Saxe-Coburg and Gotha; 25 апреля 1843, Лондон — 14 декабря 1878, Дармштадт) — вторая дочь британской королевы Виктории и её супруга Альберта Саксен-Кобург-Готского; в замужестве — великая герцогиня Гессенская.
Алиса провела своё раннее детство в компании родителей, а также братьев и сестёр, путешествуя между королевскими резиденциями Великобритании. Образование девочки было поручено близкому другу и советнику принца Альберта барону Стокмару; под его руководством кроме всего прочего Алиса изучала рукоделие и деревообработку, а также французский и немецкий языки. Когда принц Альберт заболел брюшным тифом в декабре 1861, Алиса ухаживала за ним до самой его смерти. После смерти отца, когда королева Виктория погрузилась в траур, Алиса исполняла обязанности неофициального секретаря матери. 1 июля 1862 года, в то время как двор всё ещё был в трауре, Алиса вышла замуж за немецкого принца Людвига — наследника великого герцога Гессенского. Церемония была проведена в узком кругу в Осборн-хаусе и была описана королевой как «больше похожая на похороны, чем на свадьбу». Семейная жизнь принцессы была омрачена обнищанием, семейными трагедиями и ухудшением отношений между мужем и матерью.
Алиса активно покровительствовала женщинам и проявляла интерес к сестринскому делу, в частности к работе Флоренс Найтингейл. Когда Гессенское герцогство вступило в Австро-прусскую войну, Дармштадт заполонили раненые; беременная Алиса посвятила большую часть своего времени управлению полевыми госпиталями. Одна из организаций, основанных ею — «Женская гильдия принцессы Алисы» — принимала на себя большую часть повседневной работы военных госпиталей страны. В 1877 году Алиса стала великой герцогиней Гессенской, и увеличение обязанностей отрицательно сказалось на её душевном и физическом состоянии. В последние месяцы 1878 года гессенский двор поразила эпидемия дифтерии: среди заболевших оказалась почти вся герцогская семья. Алиса ухаживала за своими больными детьми и в итоге сама оказалась смертельно больна. Алиса стала первым умершим ребёнком королевы Виктории и первой из троих детей, которые скончались в правление матери.
Среди семи детей принцессы были российская императрица и великая княгиня; обе погибли от рук большевиков в июле 1918 года. Внуком Алисы по женской линии был последний вице-король Индии, а правнуком — супруг британской королевы.

## Биография

### Ранние годы
Алиса родилась 25 апреля 1843 года в Букингемском дворце в Лондоне в семье британской королевы Виктории и её супруга принца Альберта; Алиса стала второй дочерью и третьим ребёнком из девяти детей королевской четы. Девочка была крещена под руководством архиепископа Кентерберийского Уильяма Хоули в частной часовне Букингемского дворца 2 июня 1843 года. Восприемниками при крещении стали король Ганновера (которого представлял на церемонии Адольф Фредерик, герцог Кембриджский), принцесса Гогенлоэ-Лангенбургская (которую представляла её мать вдовствующая герцогиня Кентская), наследный принц Саксен-Кобург-Готский (которого представлял наследный принц Мекленбург-Стрелица) и София Матильда Глостерская. Имя «Алиса» новорождённая принцесса получила благодаря лорду Мельбурну, который восхищался королевой и однажды заметил, что «Алиса» — его любимое женское имя; имя «Мод», англосаксонский вариант имени «Матильда», было дано девочке в честь одной из крёстных — Софии Матильды Глостерской; имя «Мария» было выбрано, потому что принцесса родилась в тот же день, что и принцесса Мария — дочь короля Георга III. Рождение ещё одной дочери в королевской семье в обществе вызвало смешанные чувства, и даже Тайный совет в связи с рождением Алисы отправил послание принцу Альберту, в котором сразу «поздравлял и соболезновал» ему.

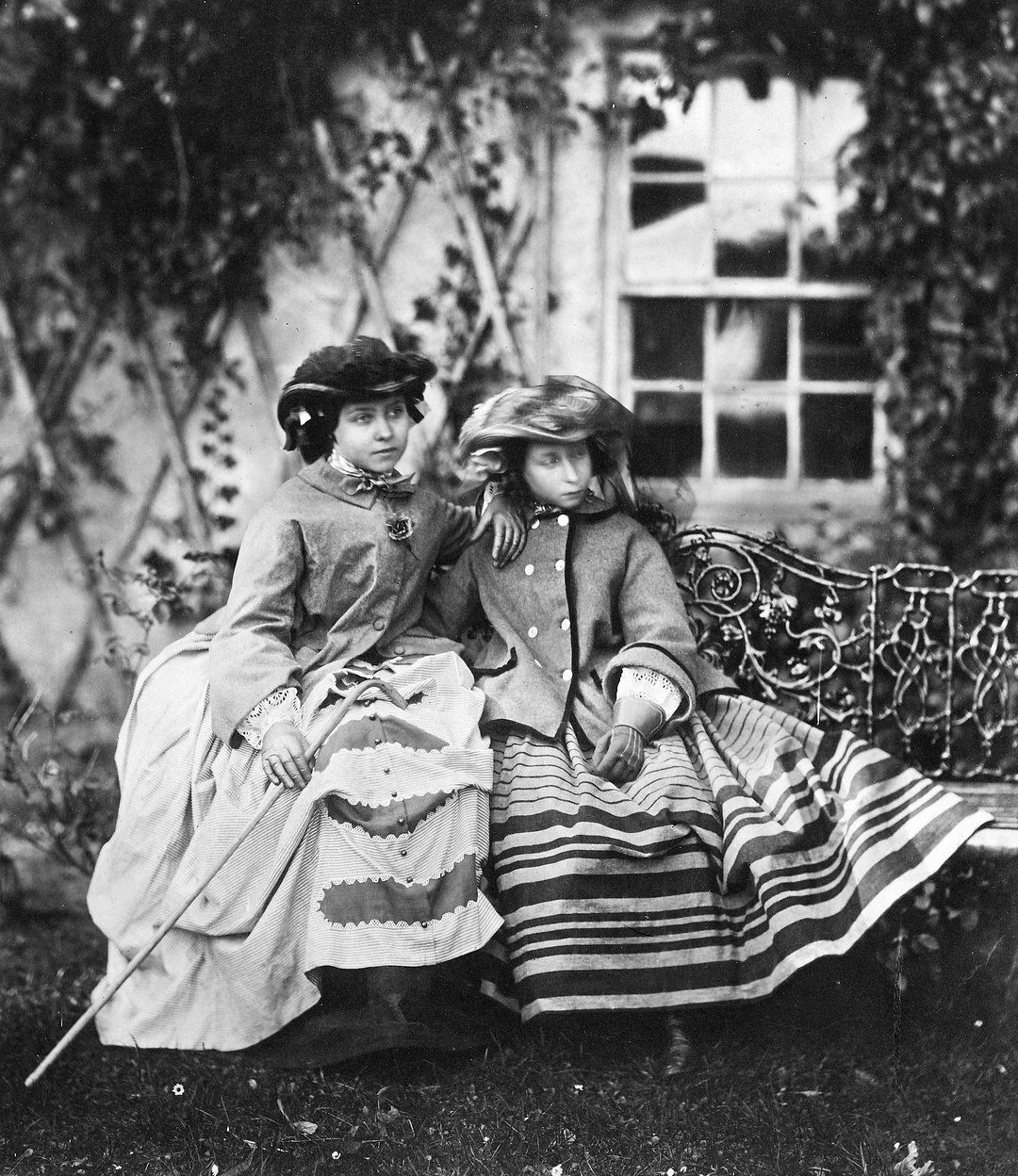
Алиса с сестрой Викторией в Осборн-хаусе, 1856 год

Рождение Алисы заставило её родителей искать более просторный семейный дом, поскольку Букингемский дворец не был оборудован частными апартаментами, соответствовавшими запросам растущей семьи королевы. Потому в 1844 году Виктория и Альберт приобрели особняк Осборн-хаус на острове Уайт в качестве резиденции, где можно было проводить праздники с семьёй. В Осборне Алиса с братом и сестрой получала образование по программе, разработанной для неё отцом и его близким другом бароном Стокмаром: девочка обучалась практическим навыкам, таким как поддержание домашнего хозяйства, приготовление пищи, садоводство и плотницкое дело; она также получала ежедневные уроки английского, французского и немецкого языков. Виктория и Альберт выступали за монархию, основанную на семейных ценностях, поэтому у Алисы и её братьев и сестёр повседневный гардероб состоял из одежды для среднего класса, а спали дети в скудно обставленных, мало отапливаемых спальнях. Алиса была очарована миром, располагавшимся за пределами королевского двора: в Балморале, где она казалась особенно счастливой, принцесса навещала людей, проживавших и работавших на территории замка; однажды Алиса сбежала от гувернантки в капелле Виндзорского замка и расположилась на скамье для рядовых верующих, чтобы лучше понять людей, которые не были строгими приверженцами королевского протокола. В 1854 году во время Крымской войны одиннадцатилетняя Алиса посещала с визитами лондонские госпитали для раненых вместе с матерью и старшей сестрой. Из всех детей Виктории и Альберта Алиса была наиболее эмоционально чувствительной и с пониманием относилась к тяготам других людей, при этом обладала острым языком и взрывным характером. Наиболее близка принцесса была со своими старшими братом и сестрой Викторией и очень расстроилась, когда в 1858 году принцесса Виктория вышла замуж за принца Фридриха Прусского.
Сострадание Алисы к чужой беде сыграло большую роль в семье в 1861 году. 16 марта в Фрогмор-хаус умерла бабушка принцессы — Виктория, вдовствующая герцогиня Кентская. Алиса провела много времени у постели умирающей, часто играла для неё на фортепиано и кормила её во время последней стадии болезни. После смерти матери королева была сломлена горем и в значительной степени опиралась на поддержку Алисы, которую принц Альберт напутствовал словами «Иди и утешь Мама́». Королева писала своему дяде, бельгийскому королю Леопольду I: «милая, добрая Алиса переполнена нежностью, любовью и состраданием ко мне». Через несколько месяцев после смерти герцогини, 14 декабря в Виндзорском замке умер принц Альберт. Во время его последней болезни Алиса не отходила от постели отца. Она послала принцу Уэльскому телеграмму вопреки желанию матери, которая отказывалась сообщить сыну о смерти отца, потому что считала его виновным в случившемся. Королева была расстроена смертью мужа, и двор погрузился в траур. Алиса стала неофициальным секретарём своей матери и в течение следующих шести месяцев представляла монарха на публичных мероприятиях; через неё проходила вся официальная переписка между королевой и министрами, в то время как сама Виктория полностью удалилась от общественной жизни. Помощницей Алисы в государственных делах стала её сестра Луиза, хотя для этого больше подошла бы другая, следующая за Алисой по старшинству сестра Елена, но она не способна была надолго удержаться от слёз.

### Брачные планы и брак

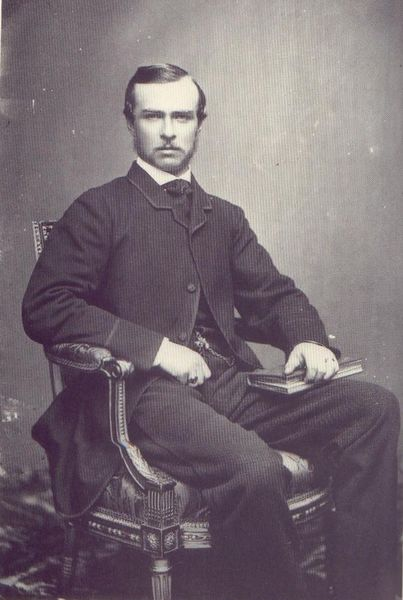
Людвиг Гессенский в 1860 году

В 1860 году королева Виктория стала подыскивать жениха для Алисы. Королева выражала надежду, что её дети смогут жениться по любви, но это не означало, что выбор пары для них будет расширен за пределы королевских домов Европы. Также Виктория рассматривала возможность брака с высшей знатью внутри страны, однако такой союз был политически невыгоден и лишал возможности заключить выгодный брак за границей. Королева поручила своей старшей дочери, которая недавно стала женой прусского принца, подготовить список подходящих европейских принцев. Та смогла подобрать только двоих подходящих кандидатов: принца Оранского и Альбрехта Прусского, кузена её супруга. Кандидатура принца Оранского вполне устраивала королеву, и он прибыл в Лондон, чтобы лично встретиться с Викторией и Алисой. Принцесса не заинтересовалась Виллемом Оранским, как и он ею, несмотря на давление, оказываемое на него собственной матерью — англофилкой Софией Вюртембергской. Принц Альбрехт также был отвергнут, на что принц Фридрих, супруг принцессы Виктории, заметил, что его кузен не подходит для «той, кто заслуживает лучшего».
После того, как были отвергнуты оба ведущих кандидата, принцесса Виктория предложила принца из младшей германской знати — принца Людвига, племянника великого герцога Гессенского. Принцесса Виктория отправилась к гессенскому двору, чтобы встретиться с сестрой Людвига Анной, которую прочили в жёны принцу Уэльскому. Принцесса Анна не понравилась Виктории, но её братья Людвиг и Генрих произвели на принцессу весьма благоприятное впечатление. Оба они были приглашены в Виндзорский замок в 1860 году, под предлогом посещения скачек с королевской семьёй; в действительности же королева Виктория желала познакомиться с потенциальным зятем. Королеве понравились оба принца, однако для Алисы она выбрала Людвига. Когда Гессены собрались в обратный путь, Людвиг попросил фото Алисы, и та ясно дала понять, что тоже заинтересована им.

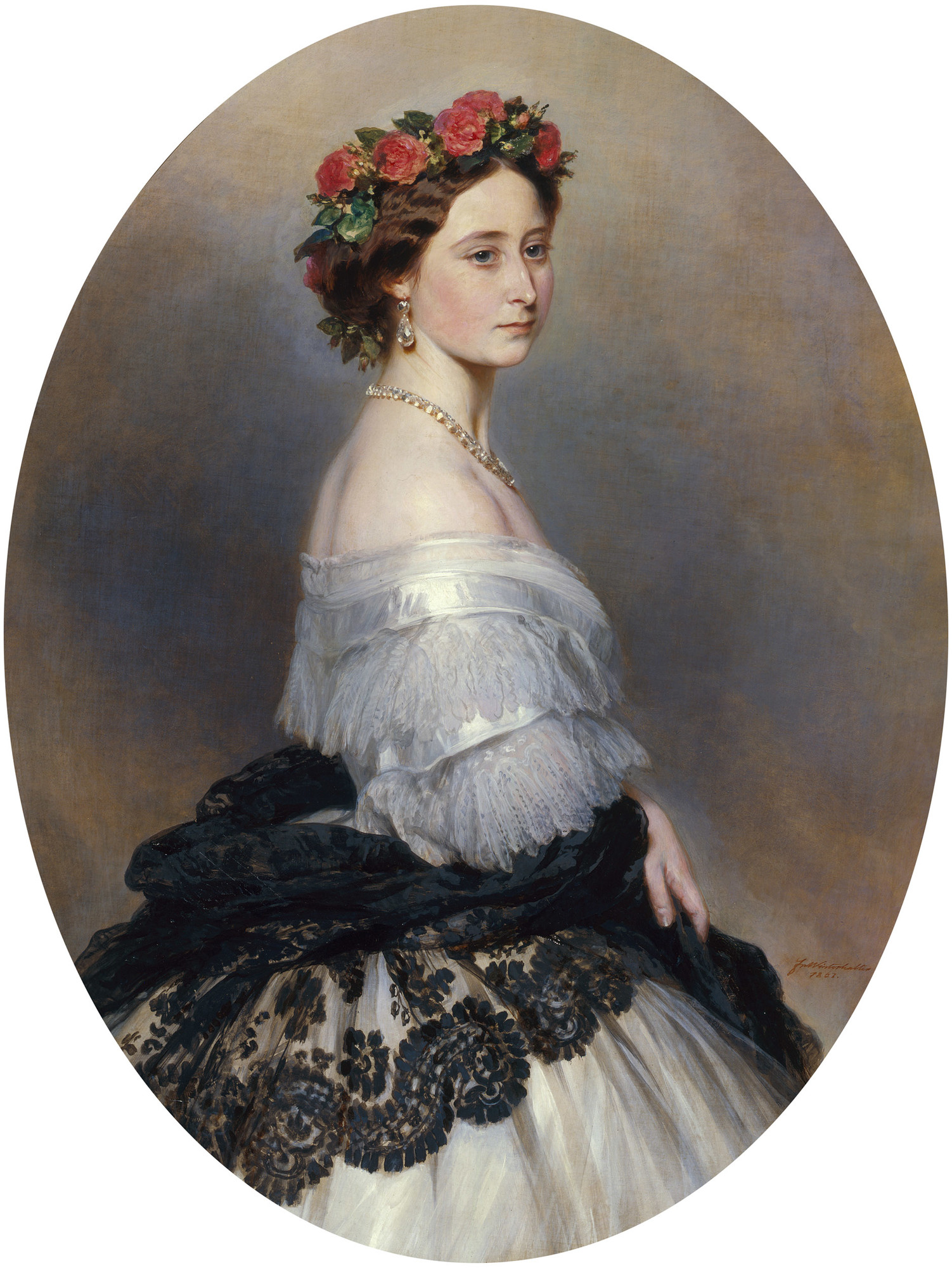
Портрет Алисы кисти Франца Ксавера Винтерхальтера, 1861 год

С согласия матери Алиса обручилась с Людвигом 30 апреля 1861 года. Королева убедила премьер-министра Палмерстона назначить Алисе приданое в размере тридцати тысяч фунтов. Хотя эта сумма была достаточно крупной для того времени, принц Альберт отметил, что Алиса «не сможет делать великие дела» с таким приданым в маленьком Гессене, особенно если сравнить его с тем, какие богатства унаследует её сестра Виктория, став королевой Пруссии и императрицей Германии. По вине матери Алиса стала непопулярна в Дармштадте ещё до своего прибытия туда: поскольку резиденция молодожёнов в Дармштадте была ещё не определена, королева Виктория настаивала на возведении для дочери нового дворца, однако Дармштадт не желал брать на себя расходы по его строительству.
В период между обручением и свадьбой, которая должна была состояться в июле 1862 года, умер принц Альберт — отец невесты. Несмотря на то, что двор пребывал в трауре и все торжества были отменены, королева распорядилась продолжить подготовку к свадьбе. Скромная церемония состоялась 1 июля 1862 года в столовой Осборн-хауса, которая была преобразована во временную часовню. Королева выстроила перед собой четверых сыновей, чтобы те загородили её от лишнего внимания, и заняла кресло рядом с алтарём. К алтарю Алису сопровождал её дядя Эрнст и четыре подружки невесты — сёстры Алисы Елена, Луиза и Беатриса, а также сестра Людвига Анна. На церемонии принцесса была облачена в белое платье и фату, однако до и после церемонии она была обязана носить траурные одежды. Королева, сидевшая в кресле и скрытая от глаз окружающих принцем Уэльским и принцем Альфредом, своим вторым сыном, который плакал на протяжении всей церемонии, изо всех сил пыталась сдержать слёзы. Тоскливая погода за пределами Осборн-хауса соответствовала настроению внутри. Позднее королева писала своей старшей дочери, что церемония была похожа «больше на похороны, чем на свадьбу», и заметила Альфреду Теннисону, что это был «самый грустный день, что я помню». Виктория подарила Алисе от своего имени и имени покойного супруга золотой браслет с бриллиантами и жемчугом. Церемония, описанная Жераром Ноэлем как самая «печальная королевская свадьба в наше время», завершилась около четырёх часов вечера, и супруги отправились в медовый месяц в Сент-Клэр в Райде — дом, предоставленный им семьёй Вернон-Харкорт. Алису сопровождали леди Черчилль, генерал Сеймур и гессенский придворный барон Вестервеллер. Алиса, опасавшаяся разгневать мать своим чрезмерно счастливым видом, во время визита королевы в Сент-Клэр старалась не выглядеть «слишком счастливой». Несмотря на это, романтическое блаженство, в котором прeбывала принцесса, заставило королеву завидовать собственной дочери.

### Принцесса Гессенская
Алиса и Людвиг прибыли в Бинген 12 июля 1862 года и были встречены криками восторженной толпы, собравшейся несмотря на проливной дождь. После встречи с представителями города молодожёны сели на поезд до Майнца, где после завтрака пересели на пароход до Густавсбурга, а затем — на поезд до Дармштадта, где были встречены с большим энтузиазмом. Алиса писала своей матери: «думаю, люди ещё никогда не принимали меня столь радушно»; сестра Алисы, Елена, писала, что «ничто не может сравниться с тем энтузиазмом, который вызвал её въезд в Дармштадт». Алисе не сразу удалось приспособиться к новому окружению; она тосковала по дому и не могла поверить, что, в то время как она была так далеко от Англии, её отец уже не сможет утешить мать. Королева призналась в своём дневнике: «Уже прошло почти две недели, как наша милая Алиса уехала, и странное дело — как бы много она для меня ни значила, как бы ни была дорога и ценна как утешительница и помощница, я почти не скучаю по ней и не почувствовала её отъезда — я уже так одинока из-за той единственной страшной потери, из-за одной этой мысли, что всё прошло мимо незамеченным!»

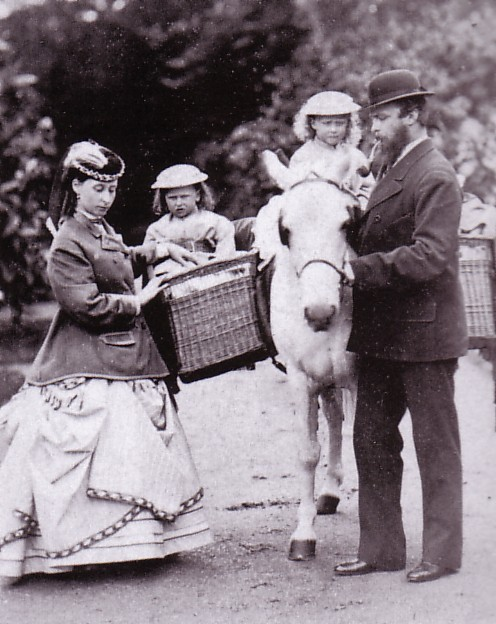
Алиса с мужем и старшими дочерьми, 1860-е годы

По прибытии Алисы в Дармштадт встал вопрос о том, где она будет жить: великий герцог не желал финансировать строительство резиденции, подобающей дочери королевы Виктории, из-за нехватки средств в Гессене. Паре выделили дом в «старом квартале» Дармштадта, который выходил на улицу, так что принцесса могла легко услышать грохот телег через его тонкие стены. Однако это, похоже, устраивало Алису, и она провела достаточно времени в Гессене, чтобы как можно лучше ознакомиться с новым окружением. В 1863 году она отправилась в Англию на свадьбу своего брата, принца Уэльского, и принцессы Александры Датской; здесь в присутствии матери в апреле Алиса родила своего первого ребёнка — дочь Викторию. Для крещения девочки в Лондон был вызван дармштадтский придворный капеллан.
Отношения Алисы с царственной матерью постепенно становились сложными и оставались таковыми вплоть до смерти принцессы. После возвращения в Дармштадт в мае 1863 года Алисе и Людвигу была выделена новая резиденция в Кранихштайне к северо-востоку от Дармштадта. Здесь 1 ноября 1864 года Алиса родила свою вторую дочь — Елизавету, получившую в семье прозвище «Элла»; принцесса решила не полагаться на кормилиц и сама кормить новорождённую дочь, что очень расстроило королеву Викторию, выступавшую против грудного вскармливания в своей семье. Кроме того, королеву расстраивало осознание того, что Алиса обрела своё истинное счастье и будет навещать её всё реже и реже.

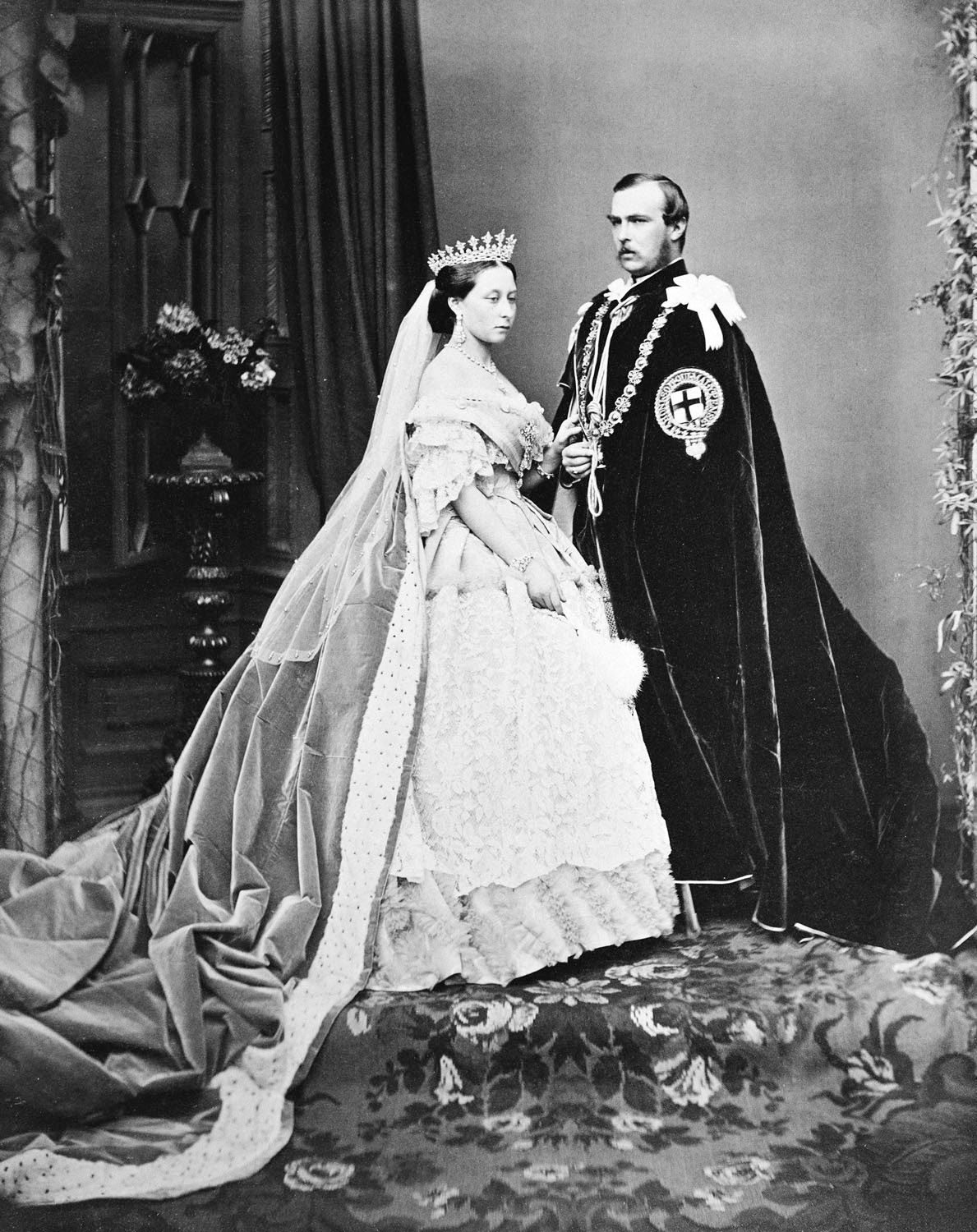
Принц и принцесса Гессенские, май 1863 года

В 1866 году Австрия предложила Пруссии передать управление Шлезвиг-Гольштейном, на тот момент принадлежавшего обеим державам, в руки герцогу Августенбургскому. Пруссия отказалась, и Отто фон Бисмарк ввёл войска в ту часть Гольштейна, что управлялась Австрией. Это вызвало войну между Австрией и Пруссией; Гессен занял сторону австрийцев, из-за чего Алиса и её сестра Виктория технически оказались по разные стороны баррикад.
Алиса, беременная своим третьим ребёнком и видя, что Людвиг собирается отправиться командовать гессенской кавалерией против Пруссии, отослала детей к своей матери в Англию. Несмотря на беременность, она исполняла обязанности, которые требовались от неё по придворному протоколу, в частности делала бинты для войск и подготавливала больницы для раненых. 11 июля она снова родила дочь, названную Иреной. Война для Гессена оказалась неудачной: прусские войска вот-вот должны были вступить в Дармштадт, и Алиса стала умолять великого герцога сдаться Пруссии на её условиях. Просьба принцессы вызвала ярость у принца Александра, известного своими антипрусскими настроениями, однако Алиса понимала, что покорённые немецкие княжества скорее смогут образовать общий союз, который поддерживала как она сама, так и её сестра Виктория.
Во время войны Алиса ещё больше сблизилась с мужем; она уговаривала его не слишком рисковать собой, а он — не волноваться за него. Паника, наступившая в Дармштадте незадолго до заключения перемирия между Пруссией и Гессеном, оставила его фактически беззащитным — в городе оставалась только дворцовая стража. Когда наконец наступил мир, Людвиг писал жене, что теперь они «в безопасности». Воссоединение между супругами произошло неожиданно: когда принц вернулся в город, он встретил Алису на улице, когда она шла навестить раненых. После того, как прусские войска вошли в город, Алиса большую часть своего времени стала проводить помогая больным и раненым. Она подружилась с Флоренс Найтингейл, которая помогла собрать и отправить деньги из Англии, и Алиса воспользовалась советами Найтингейл, как поддерживать в лазаретах чистоту и свежий воздух.
Облегчение от наступления мира было недолгим — Алиса была поражена поведением победивших пруссаков: Берлин захватил железные дороги и телеграф герцогства и наложил на Гессен контрибуцию в размере трёх миллионов флоринов. Алиса написала матери, которая, в свою очередь, написала принцессе Виктории, и та ответила, что ничего не может сделать, чтобы облегчить «мучительную и тягостную участь дорогой Алисы», так как такое положение было «одним из неизбежных результатов этой страшной войны». Помощь пришла со стороны русского императора Александра II: он призвал прусского короля разрешить великому герцогу сохранить трон. Не последнюю роль в этом деле сыграл тот факт, что жена императора приходилась тёткой великому герцогу Гессена, а Алиса была родной сестрой прусской кронпринцессы. Однако Алиса была возмущена тем, что принцесса Виктория посетила оккупированный Пруссией Гомбург, изначально являвшийся частью Гессена, который вскоре стал прусской территорией.

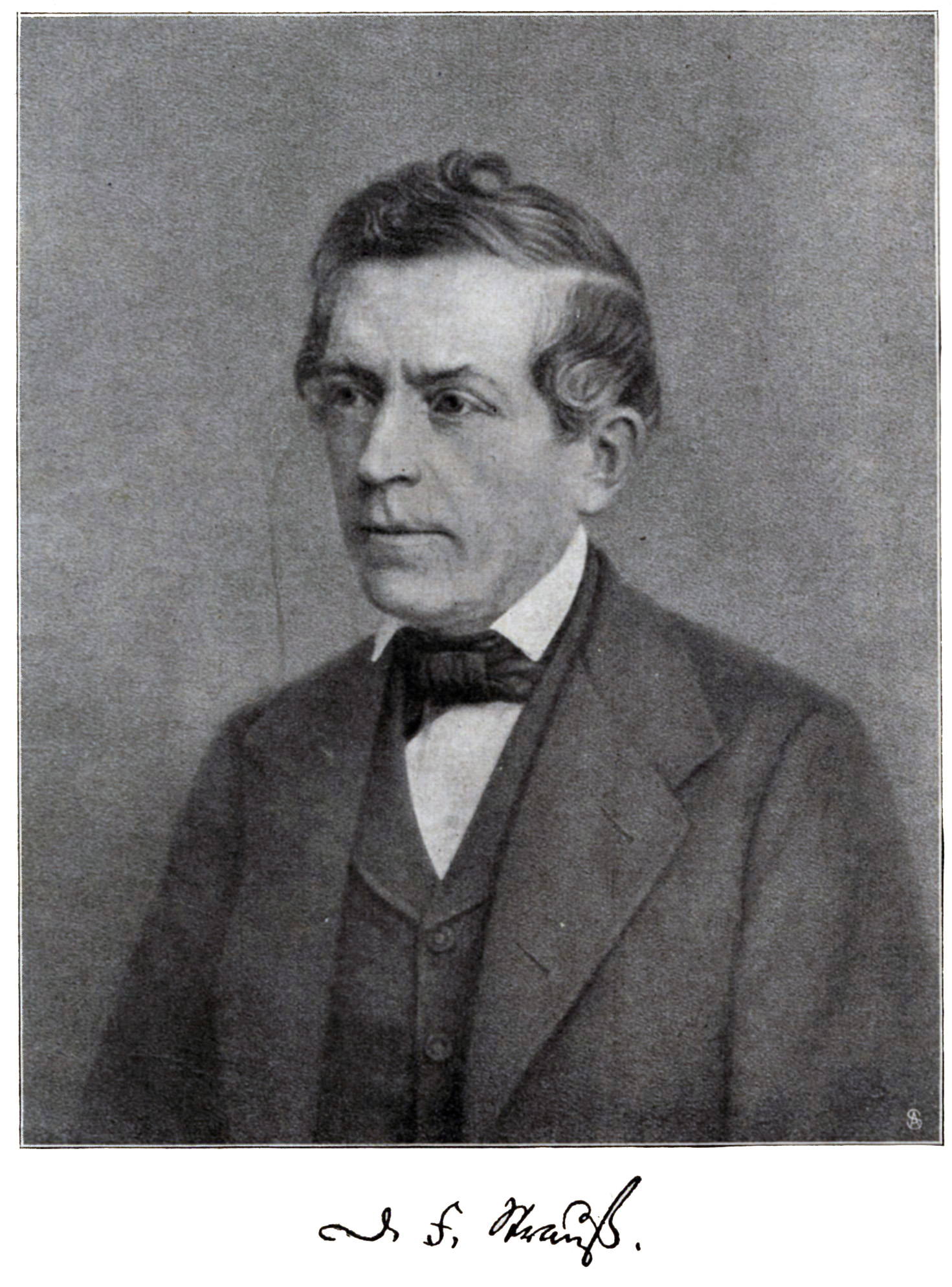
Давид Фридрих Штраус

В Гессене Алиса познакомилась и подружилась с теологом Давидом Фридрихом Штраусом, который в 1835 году опубликовал книгу «Жизнь Иисуса», в которой утверждал, что Библия не может быть буквально истолкована как «слово Божие» — это была идея сродни ереси в ортодоксальных кругах. Взгляды Алисы были похожи на взгляды Штрауса: она считала, что в современном викторианском обществе Бог представлен таким образом, что ранние христиане его бы попросту не узнали. Штраус также предлагал Алисе интеллектуальную дружбу, что муж принцессы явно не одобрял, и потому теолога регулярно приглашали в Новый дворец, чтобы почитать Алисе в частном порядке. Дружба процветала: Штрауса познакомили с сестрой Алисы Викторией и её мужем Фридрихом, который пригласил Штрауса в Берлин. В 1870 году Штраус хотел посвятить свою новую работу «Лекции по Вольтеру» Алисе, но не решался спросить у неё на это позволения; чуткая Алиса освободила его от необходимости делать это и сама попросила посвятить ей книгу. Отношения Алисы со Штраусом возмущали прусскую императрицу Августу, который окрестила Алису «полной атеисткой», когда услышала о теориях Штрауса.

### Последние годы
В 1868 году Алиса родила долгожданного сына — Эрнста Людвига, прозванного в семье «Эрни»; ещё через два года родился Фридрих, которого ласково называли «Фритти». После Фридриха Алиса родила ещё двоих дочерей: Алису в 1872 и Марию в 1874 году, прозванных «Аликс» и «Мэй» соответственно.

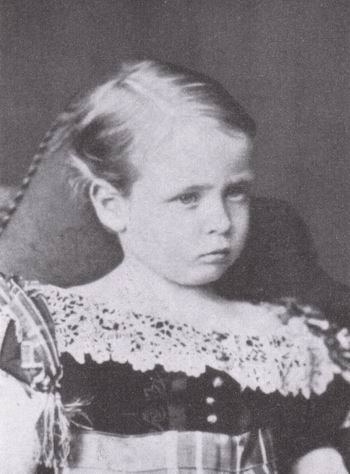
Предположительно принц Фридрих, приблизительно 1872 год

Чёрная полоса в жизни Алисы началась через год после рождения Аликс. 29 мая 1873 года Фритти, младший и самый любимый сын принцессы, выпал из окна, располагавшегося на высоте двадцати футов от земли; мальчик страдал гемофилией, и хотя он пришёл в сознание, внутреннее кровотечение остановить не смогли, и принц умер. Алиса, так и не оправившаяся от смерти сына, писала своей матери два месяца спустя: «Я рада, что у вас есть цветное фото моего дорогого [Фритти]. Я чувствую себя слабой и печальной, как никогда раньше, и так скучаю по нему, скучаю постоянно». Однако внимание королевы было полностью поглощено помолвкой её сына принца Альфреда с великой княжной Марией Александровной, дочерью императора Александра II и его жены Марии Александровны , урожденной принцессы Гессен-Дармштадской. Император отказался везти дочь в Англию для знакомства с королевской семьёй и вместо этого пригласил королеву Викторию на встречу в Германии. Алиса поддержала это предложение и в тот же день написала матери (в письме, помимо прочего, говорилось и о том, как сильно принцесса скучает по маленькому сыну), однако Виктория ответила дочери довольно жёстко: «Ты полностью приняла сторону России, и я не думаю, дорогое дитя, что ты должна говорить мне… что я должна делать».
После смерти Фритти Алиса особенно привязалась к оставшемуся сыну Эрни и новорождённой Мэй. В 1875 году принцесса вернулась к своим публичным обязанностям, которые включали в себя сбор средств, а также медицинскую и социальную работу, которая всегда привлекала Алису. Принцесса вела активную переписку с социальным реформатором Октавией Хилл. В это же время у неё испортились отношения с мужем; в конце 1876 году Алиса отправилась в Англию на лечение болевшей спины, что было вызвано искривлением матки, и задержалась в Балморале после того, как выздоровела. В Балморале она написала мужу письмо, в котором критиковала его детскую манеру письма: «если бы мои дети написали мне такие детские письма — только краткие отчёты — где и что они ели, где они были и т. д., без мнений, наблюдений и замечаний, я бы удивилась — тем более я удивлена, что такие письма пишешь ты!» 3 октября 1876 года она написала Людвигу ещё одно отчаянное письмо: 

Я жаждала настоящего партнёрства, поскольку кроме этого жизнь в Дармштадте ничего мне не могла дать… Поэтому, естественно, я горько разочарована, когда я оглядываюсь назад и вижу, что несмотря на большие планы, добрые намерения и подлинные усилия, надежды мои, тем не менее, потерпели полный крах… Ты говоришь, дорогой, что никогда бы не заставил меня страдать намеренно… Я же жалею об отсутствии какого бы то ни было намерения или желания — или, скорее, понимания — быть чем-то большим для меня, и это не значит тратить на меня всё своё время, в то же время не желая делиться со мной чем-то ещё. Но я не должна говорить о таких вещах. Твои письма милы и добры, но так пусты и блеклы, что я чувствую, что могу сказать тебе меньше, чем любой другой человек. Дождь, хорошая погода, свежие новости — это всё, о чём я когда-либо смогу тебе рассказать — настолько отрезаны мое настоящее я и мой внутренний мир от твоих… Я пыталась снова и снова поговорить о более серьёзных вещах, когда чувствовала необходимость в этом — но мы никогда не встречаемся друг с другом — наши пути разошлись… вот почему я чувствую, что истинное единение для нас невозможно, ведь наши мысли никогда не потекут в одном русле… Я также очень сильно люблю тебя, мой дорогой муж, и поэтому мне так грустно ощущать, что наша жизнь несмотря на это так неполна… Но в этом нет твоей сознательной вины — я никогда не думала по-другому, никогда…

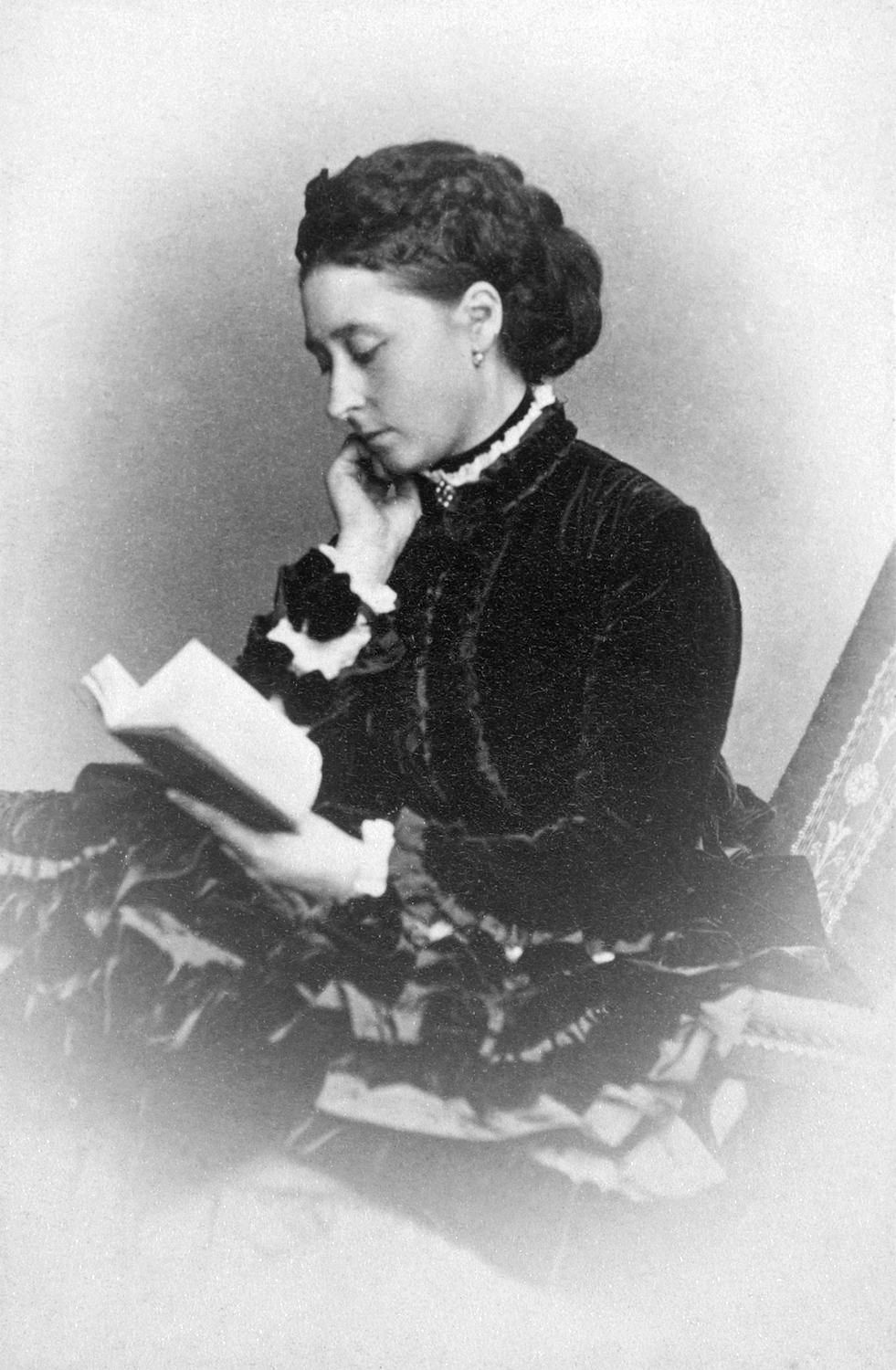
Алиса в 1871 году

На следующий день Алиса написала мужу более короткое письмо, в котором писала, что с нетерпением ждёт встречи с ним, и выражала надежду, что предыдущее «письмо не расстроило тебя — но лучше быть честными в своих чувствах». Несмотря на проблемы в браке, Алиса всегда оставалась ярой сторонницей мужа, что было очень важно, когда его таланты и способности не признавались. 20 марта 1877 года умер отец Людвига принц Карл, что сделало его предполагаемым наследником Гессенского герцогства. 13 июня того же года умер бездетный великий герцог Людвиг III, и Алиса с супругом заняли гессенский трон. Новая герцогиня оставалась непопулярной в Дармштадте, а королева Виктория окончательно рассорилась с дочерью и не желала видеть её в Британии; июль и август 1877 года Алиса с детьми вынуждена была провести в нормандском Ульгате, где Людвиг часто навещал их. Герцогиня была расстроена тем, что её не любят в Дармштадте, и всё больше охладевала к этой стране; Людвиг писал в августе 1877 года, выражая надежду, что «горечь солёной воды отгонит горечь, которую вызывает Дармштадт. Пожалуйста, дорогая, не говори о нём так резко, когда я снова приеду — это омрачит мне радость от новой встречи с тобой». Алиса приняла упрёк Людвига близко к сердцу, ответив: «Я конечно же ничего не скажу тебе о Дармштадте, когда ты придёшь… У меня нет намерения сказать что-нибудь неприятное, тем более тебе. Ты отряхиваешь с себя всё неприятное, как пудель отряхивается от воды, окунувшись в море — натуры, подобные твоей, самые счастливые сами по себе, но они не предназначены помогать, утешать и советовать другим, делиться с другими теплом полудня жизни…» В ответ Алиса получила от супруга письмо, «заставившее её плакать»; после этого Алиса стала писать Людвигу более обнадёживающие письма, в которых она заверяла его, что он вправе сам принимать решения.
Алиса и Людвиг вернулись в Дармштадт в качестве великого герцога и герцогини и были встречены торжествами, которых никак не ожидала Алиса. Тем не менее, свои новые обязанности она восприняла как слишком тяжёлые и писала матери, что «опасается буквально всего». Алиса воспользовалась своей новой ролью для проведения в Дармштадте социальных реформ, но быстро поняла, что роль «матери народа» требует большого напряжения. В другом письме к матери Алиса писала, что её обязанности были «больше, чем она может выдержать в долгосрочной перспективе». Алису огорчали слухи, что она плохо обошлась с тёткой Людвига, великой герцогиней Матильдой Каролиной, и расстроило неодобрительное письмо от матери. Алиса пожаловалась Людвигу, что письмо «заставило меня плакать от злости… Лучше бы я умерла, и пройдёт не слишком много времени, прежде чем я доставлю маме такое удовольствие». Однако в её письме не упоминается, что именно вызвало этот взрыв гнева.
Хотя Алиса пыталась отвлечься с помощью искусств и науки и минимизировать светский протокол в своей жизни, она продолжала ощущать бремя своих обязанностей. В Рождество 1877 года Алиса смогла немного отдохнуть, когда вся её семья снова собралась вместе; она души не чаяла в своих младших дочерях. Она была слишком измучена, чтобы присутствовать на свадьбе своей племянницы, принцессы Шарлотты, в Берлине в январе 1878 года. Осенью 1878 года королева Виктория пригласила Гессенов на отдых в Истборн, где они остановились в доме на Гранд-парад. Алиса выполняли различные королевские обязанности в этой поездке и навестила мать в Осборн-хаусе, прежде чем вернуться в Дармштадт в конце 1878 года.

### Болезнь и смерть

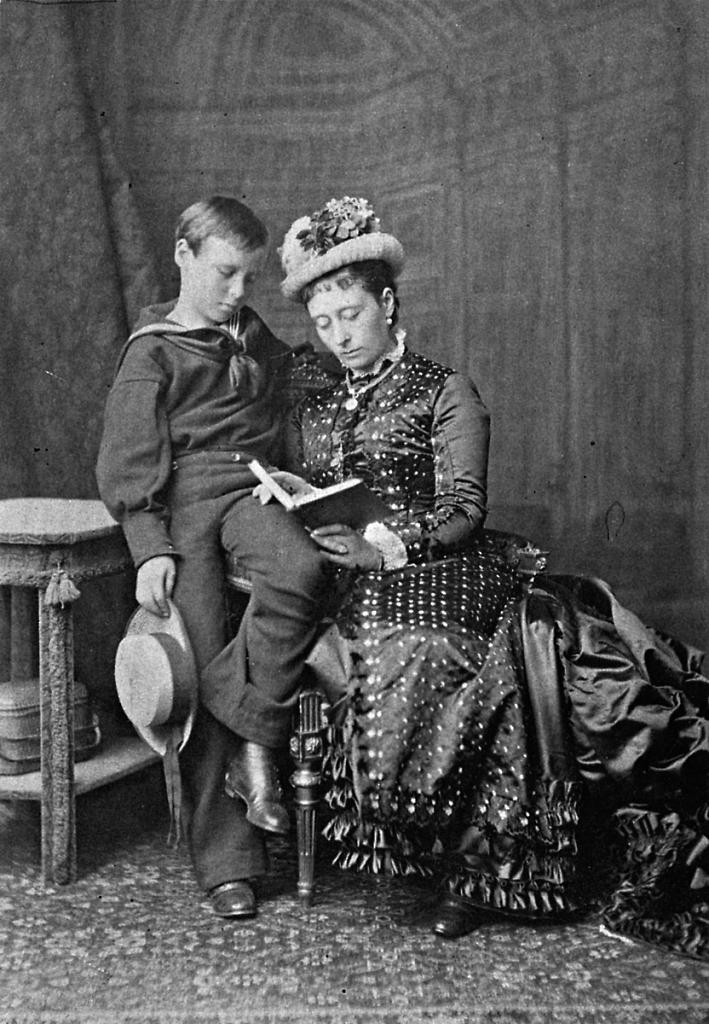
Алиса с сыном

В ноябре 1878 года гессенский двор поразила эпидемия дифтерии. Первой заболела старшая дочь Алисы — Виктория: вечером 5 ноября она пожаловалась на скованность мышц шеи; дифтерию диагностировали на следующее утро, и вскоре болезнь распространилась на остальных детей герцогской четы, за исключением Елизаветы, которую, как только стало ясно, что она здорова, Алиса отослала во дворец свекрови. Вскоре стало ясно, что Людвиг тоже заразился.
15 ноября серьёзно заболела младшая дочь герцогини, Мэй, и Алиса была вызвана к её постели, но когда она прибыла, девочка была уже мертва. Обезумевшая от горя Алиса писала матери, что «не может передать свою боль словами». Алиса держала смерть младшей дочери в тайне от остальных детей в течение нескольких недель, но в конце концов в декабре была вынуждена признаться Эрни. Его реакция была ещё хуже, чем она ожидала: вначале он отказался в это поверить, а затем разрыдался. Алиса, пожалевшая сына, нарушила правило о физическом контакте с больным и поцеловала его. Как позднее писал премьер-министр Дизраэли, это был «поцелуй смерти». В первое время после этого Алиса чувствовала себя хорошо. Она встретилась с сестрой Викторией, когда та была проездом в Дармштадте на пути в Англию, и в тот же день написала матери, что чувствует «признаки восстанавливающейся бодрости». Однако накануне годовщины смерти отца Алиса почувствовала себя плохо и слегла в постель. Ночью стало понятно, что она умирает от дифтерии. Последними словами Алисы стали «дорогой папа», затем в 2:30 утра она потеряла сознание. Утром 14 декабря после 8:30 она умерла. Тело Алисы было погребено в герцогской усыпальнице Розенхёэ 18 декабря; гроб герцогини покрывал флаг Великобритании. На могиле принцессы на народные средства был воздвигнут монумент работы Джозефа Эдгара Бома — Алиса, держащая на руках покойную дочь.

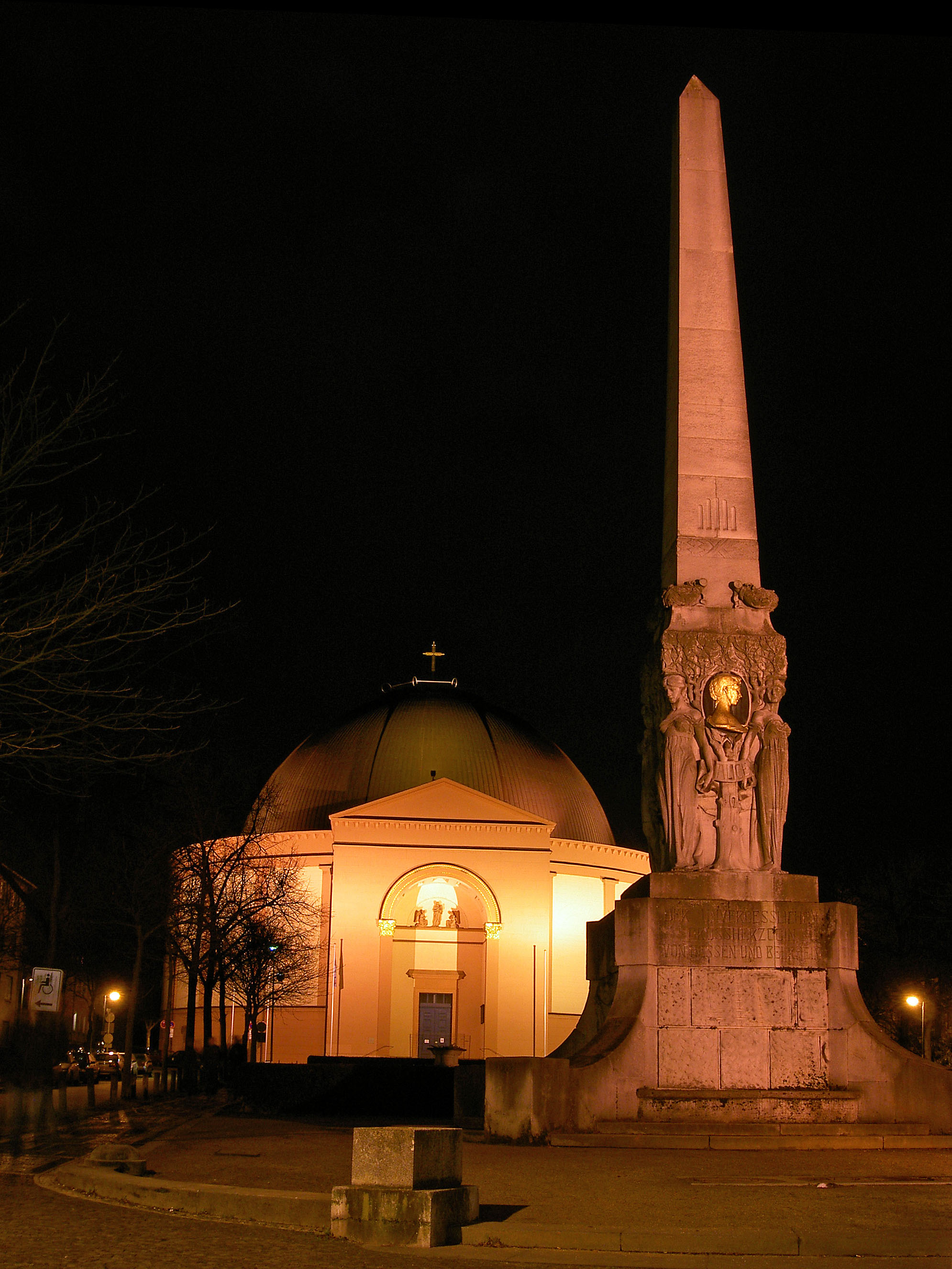
Мемориал Алисы в Санкт-Людвигс-кирхе, Дармштадт

Алиса стала первым умершим ребёнком королевы Виктории, которая пережила дочь больше, чем на двадцать лет. Королева отметила совпадение дат смерти принца Альберта и Алисы как «почти невероятное и очень таинственное». В своём дневнике в день смерти дочери Виктория записала: «Этот ужасный день наступил снова!» Потрясённая горем королева писала старшей дочери: «Моё драгоценное дитя, которое стояло рядом со мной и поддерживало меня семнадцать лет назад в тот же день, сражено такой ужасной, пугающей болезнью… у неё был нрав её милого отца и многое из его самоотверженного характера, бесстрашной и самоотверженной преданности долгу!» Вражды, которую когда-то питала Виктория к Алисе, больше не было. Принцесса Виктория выразила своё горе в 39-страничном письме к своей матери и глубоко горевала из-за смерти сестры, с которой была особенно близка; однако ни сама принцесса, ни её супруг присутствовать на похоронах не смогли из-за запрета императора Вильгельма I, опасавшегося нападения на них.
Смерть Алисы сказалась на её детях, в частности на принцессе Виктории: будучи старшим ребёнком в семье, она взяла на себя хозяйственные обязанности и стала следить за младшими сёстрами и братом; позднее она писала: «Смерть моей матери была невосполнимой утратой для нас… моё детство кончилось с её смертью, потому что я была самой старшей и самой ответственной…» После смерти дочери королева Виктория привязалась к своим внукам и стала часто приглашать их в Великобританию, где те подолгу у неё гостили.
Смерть Алисы оплакивали как в Гессене, так и в Великобритании. В The Times писали: «Даже самые простые люди чувствовали общность натуры с принцессой, которая была образцом семейной добродетели как дочь, сестра, жена и мать… Её безграничное милосердие искало нуждающихся в помощи… в человеческой беде»; The Illustrated London News писала: «урок жизни покойной принцессы столь же благороден, сколь очевиден. Моральные ценности гораздо важнее высокого положения». В королевской семье смерть принцессы больше всего поразила принца и принцессу Уэльских. Принцесса Уэльская после встречи с королевой после смерти Алисы воскликнула: «Лучше бы я умерла вместо неё!» Принц в свою очередь писал графу Гренвилю, что Алиса «была моей любимой сестрой. Такой хорошей, такой доброй, такой умной! Мы прошли через столькое вместе…»

## Наследие
В 1869 году Алиса основала в Дармштадте госпиталь для больных и раненых, который процветал ещё долгие годы после её смерти. В 1953 году внук принцессы Луис Маунтбеттен прочитал лекцию в больнице; выступая, он сказал об Алисе: «[её] отправной точкой всегда оставались человек, который был болен и нуждался в помощи, и его потребности в военное и мирное время. Рядом с ним всегда оказывался человек, который был готов оказать помощь, стремился уменьшить его нужду и для этой цели мог использовать организацию, работа которой становилась все более и более отлаженной». Среди других организаций, созданных Алисой, были общество, занимавшееся женским образованием, а также «Женская гильдия принцессы Алисы», занимавшаяся обучением будущих медсестёр; последняя организация принимала на себя большую часть повседневной работы военных госпиталей страны во время Австро-прусской войны.
В честь Алисы назван город Алис в ЮАР.

## Титулование, награды, генеалогия и герб

### Титулы и награды
- 25 апреля 1843 — 1 июля 1862: Её Королевское высочество принцесса Алиса Мод Мария Великобританская[19]
- 1 июля 1862 — 13 июня 1877: Её Королевское высочество принцесса Людвиг Гессенский и Прирейнский
- 13 июня 1877 — 14 декабря 1878: Её Королевское высочество Великая герцогиня Гессенская[73] и Прирейнская

1 января 1878 года Алиса стала кавалером Ордена Индийской короны.

### Герб

В 1858 году Алисе и троим её младшим сёстрам была дано право пользования британским королевским гербом с добавлением герба Саксонии (щит, девятикратно пересечённый на чернь и золото, поверх щита правая перевязь в виде рутовой короны), представлявшего отца принцессы — принца Альберта. Щит был обременён серебряным титлом с тремя зубцами, что символизировало то, что она является дочерью монарха; на среднем зубце титла — червлёная роза с серебряной сердцевиной и зелёными листьями, на крайних зубцах — горностай для отличия её от других членов королевской семьи.
Щитодержатели обременены титлом (турнирным воротничком) как в щите: на зелёной лужайке золотой, вооружённый червленью и коронованный золотой короной леопард [восстающий лев настороже] и серебряный, вооружённый золотом единорог, увенчанный наподобие ошейника золотой короной, с прикреплённой к ней цепью.
Дамский (ромбический) щит, увенчанный короной, соответствующей достоинству детей монарха, обременён серебряным титлом с тремя зубцами. Щит четверочастный: в первой и четвёртой частях — в червлёном поле три золотых вооружённых лазурью леопарда (идущих льва настороже), один над другим [Англия]; во второй части — в золотом поле червлёный, вооружённый лазурью лев, окружённый двойной процветшей и противопроцветшей внутренней каймой [Шотландия]; в третьей части — в лазоревом поле золотая с серебряными струнами арфа [Ирландия]).

## Потомство

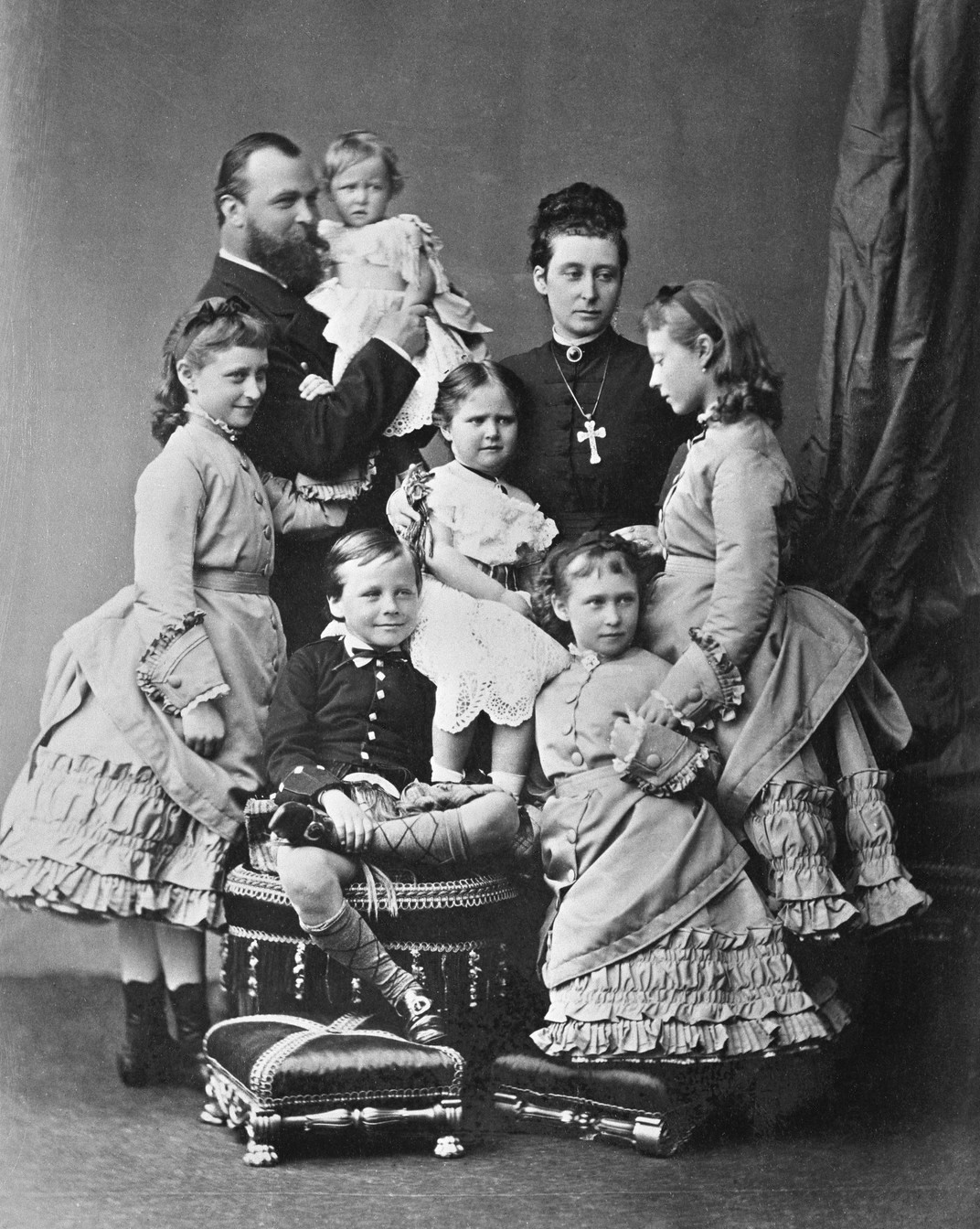
Алиса и Людвиг с детьми в 1876 году

В браке с Людвигом IV, великим герцогом Гессенским, Алиса родила семерых детей:
- Виктория Альберта Елизавета Матильда Мария (5 апреля 1863 — 24 сентября 1950) — была замужем за Людвигом Александром Баттенбергом, маркизом Милфорд-Хейвен, от которого родила двоих сыновей и двух дочерей. Вторая дочь Виктории, Луиза, была замужем за шведским королём Густавом VI Адольфом[79].
- Елизавета Александра Луиза Алиса (1 ноября 1864 — 18 июля 1918) — была замужем за великим князем Сергеем Александровичем, пятым сыном императора Александра II и его первой жены Марии Гессенской и Прирейнской. Детей не имела[80].
- Ирена Луиза Мария Анна (11 июля 1866 — 11 ноября 1953) — была замужем за своим кузеном Генрихом Прусским, младшим из выживших сыновей императора Фридриха III и Виктории Великобританской. В браке с Генрихом Ирена родила троих сыновей[81].
- Эрнст Людвиг Карл Альберт Вильгельм (25 ноября 1868 — 9 октября 1937) — великий герцог Гессенский. Был дважды женат: первым браком на своей кузине Виктории Мелите, второй дочери Альфреда Саксен-Кобург-Готского и великой княжны Марии Александровны; вторым браком на Элеоноре Сольмс-Гогенсольмс-Лихской. От первого брака у Эрнста Людвига были дочь Елизавета, умершая от тифа в возрасте восьми лет[82], и мертворождённый сын; от второго брака — двое сыновей Георг Донатус и Людвиг.
- Фридрих Вильгельм Август Виктор Леопольд Людвиг (7 октября 1870 — 29 мая 1873) — страдал гемофилией и умер от внутреннего кровотечения после падения из окна в возрасте двух с половиной лет[83].
- Алиса Виктория Елена Луиза Беатриса (6 июня 1872 — 17 июля 1918) — была замужем за императором Всероссийским Николаем II, от которого родила четырёх дочерей и сына[84].
- Мария Виктория Феодора Леопольдина (24 мая 1874 — 16 ноября 1878) — умерла от дифтерии в возрасте четырёх лет[85].

Потомки Алисы играют значительную роль в мировой истории. Помимо принца Фридриха, носительницами гена гемофилии совершенно точно были две дочери принцессы — Ирена и Алиса (в православии — Александра Фёдоровна): младший сын Ирены, принц Генрих, умер в возрасте четырёх лет из-за кровоизлияния в мозг, вызванного падением со стола, а её старший сын, принц Вальдемар, умер в возрасте пятидесяти шести лет в последние дни Второй мировой войны из-за отсутствия крови для переливания; единственный сын Александры Фёдоровны цесаревич Алексей также страдал гемофилией. Александра Фёдоровна была расстреляна большевиками вместе с мужем и детьми в Екатеринбурге в июле 1918 года через восемнадцать месяцев после Февральской революции и отречения императора Николая II от престола. Александра и её семья были канонизированы в 1981 году Русской православной церковью заграницей, а в августе 2000 года — Русской православной церковью. Вторая дочь Алисы, Елизавета (в православии — Елизавета Фёдоровна), после убийства мужа в 1905 году посвятила себя Господу и основала в 1909 году Марфо-Мариинскую обитель в Москве; Елизавета была расстреляна большевиками на следующий день после расстрела царской семьи и прославлена в лике святых Русской православной церкви в 1992 году. Сын старшей дочери Алисы, Луис Маунтбеттен, был последним вице-королём Индии и был убит членами Ирландской республиканской армии в 1979 году. Племянник Луиса и правнук Алисы, Филипп, был супругом королевы Великобритании и Северной Ирландии Елизаветы II.

## Комментарии
1. ↑  Неизвестно, были ли носительницами гена умершая в детстве Мэй и бездетная Елизавета.